# Ptyelus integratus
Ptyelus integratus is een halfvleugelig insect uit de familie Aphrophoridae. De wetenschappelijke naam van deze soort is voor het eerst geldig gepubliceerd in 1858 door Walker.